# The Greater Woman
The Greater Woman er en amerikansk stumfilm fra 1917 af Frank Powell.

## Medvirkende
- Marjorie Rambeau som Auriole Praed.
- Aubrey Beattie som Leo Bannister.
- Hassan Mussalli som Otto Bettany.
- Sara Haidez som Ida Angley.
- Frank A. Ford som Eustace Praed.